# Jean-Louis Leca
Jean-Louis Leca (* 21. září 1985, Bastia, Korsika, Francie) je francouzský fotbalový brankář, který momentálně působí v korsickém klubu SC Bastia.

## Klubová kariéra
Ve Francii zahájil profesionální kariéru v korsickém klubu SC Bastia. V létě 2008 odešel do Valenciennes FC. V červenci 2013 se vrátil do Bastie.